# Hercostomus rezniki
Hercostomus rezniki är en tvåvingeart som beskrevs av Grichanov 2004. Hercostomus rezniki ingår i släktet Hercostomus och familjen styltflugor. Inga underarter finns listade i Catalogue of Life.